# سويتشي ساكاي
سويتشي ساكاي (باليابانية: 酒井 崇一) (مواليد 13 مايو 1996) هو لاعب كرة قدم ياباني.

## وصلات خارجية
- سويتشي ساكاي على موقع رابطة كرة القدم اليابانية للمحترفين (اليابانية)
- سويتشي ساكاي على موقع قاعدة بيانات كرة القدم.إي يو (الإنجليزية)
- سويتشي ساكاي على موقع Soccerway.com (الإنجليزية)
- سويتشي ساكاي على موقع عالم كرة القدم.نت (الإنجليزية)